# The Romanticist
The Romanticist는 신승훈의 10번째 정규 앨범이며, 2006년 10월 10일에 발매됐다.

## 음반
이 앨범의 타이틀곡인 "Dream of my life"는 7집 타이틀곡인 〈전설속의 누군가처럼〉의 연장선상에 있는 곡으로써, 가볍게 쭉쭉 내지르는 샤우팅한 창법을 사용한 〈전설속의 누군가처럼〉과는 다르게 잔잔한 저음에서 서서히 폭발적 고음으로 가는 곡의 형태를 선보였으며, 차분하고 성찰적인 가사로 좋은 반응을 얻었다. 지난 16년간 맑고 깨끗한 미성으로 대중들에게 큰 사랑을 받아온 신승훈은 이제 자칫 대중들이 자신의 목소리에 질려버리지는 않았을까 하는 고민에 휩싸이게 되지만 "Dream of my life" 곡의 초반부에 풍부한 감성이 물씬 풍기는 편안한 저음을 표현해 내면서 그의 목소리에 대한 고민을 여유롭게 극복해내는 모습을 보여줬다. 또한 독백을 하는 듯한 이 곡은 결코 과거의 영광에 갇혀 사는 가수가 아닌 진심을 담아 노래하는 진정한 가수가 되고자하는 그의 의지를 느낄 수 있게 한다. 이 10집 앨범으로 신승훈은 개인 통산 10번째 골든디스크 본상을 수상하였다. 이로써 그는 이때까지 발표한 정규 앨범 10장 모두가 골든디스크에 선정되는 영예를 안게 되었고, 역대 골든디스크 본상 최다 수상이라는 대기록을 세우게 된다. 그리고 SBS 드라마 《천국의 나무》, KBS 드라마 《이 죽일 놈의 사랑》의 OST도 수록되었으며, 영화 '지금 만나러 갑니다'와 동명인 노래는 《그 해 여름》의 OST로 쓰였으며, 신승훈은 《휴먼다큐 사랑》을 보고 이 노래를 작곡했다고 인터뷰에서 밝힌 바 있다. 또한 같은 앨범에 수록된 'Lady'는 일본에서 CF의 로고송으로 쓰이기도 하였다.

## 수록곡
| #             | 제목                                              | 작사          | 작곡            | 재생 시간 |
| ------------- | ------------------------------------------------- | ------------- | --------------- | --------- |
| 1.            | 〈Dream Of My Life〉                              | 심현보        | 신승훈          | 5:07      |
| 2.            | 〈送緣悲歌 (송연비가 : 인연을 보내는 슬픈 노래)〉 | 양재선        | 신승훈          | 4:45      |
| 3.            | 〈Lady (무궁화 꽃이 또… 피었습니다)〉             | 조은희        | 신승훈          | 4:41      |
| 4.            | 〈시간을 뒤로 걸어〉                              | 김진용        | 신승훈          | 3:39      |
| 5.            | 〈지금 만나러 갑니다〉                            | 조은희        | 신승훈          | 4:32      |
| 6.            | 〈못된 기다림〉                                   | 양재선        | 신승훈          | 3:58      |
| 7.            | 〈그런가요〉                                      | 양재선        | 김종익          | 4:02      |
| 8.            | 〈I Luv U I Luv U I Luv U〉                       | 최갑원        | 신승훈          | 4:37      |
| 9.            | 〈아파도, 그래도….〉                              | 양재선        | 신승훈          | 4:11      |
| 10.           | 〈그랬죠 (Song For Mother)〉                      | 심현보        | 신승훈          | 4:41      |
| 11.           | 〈로미오 & 줄리엣Ⅱ〉                              | 김영아        | 신승훈 • 이준호 | 4:04      |
| 12.           | 〈어디선가 그녀에게 무슨 일이 생기면〉            | 심재희        | 신승훈          | 3:44      |
| 13.           | 〈Wonderful World〉                               | 심현보        | 신승훈          | 5:08      |
| 14.           | 〈어떡하죠 (천국의 나무 OST)〉                    |               |                 | 4:34      |
| 15.           | 〈그래도 사랑이다 (이 죽일 놈의 사랑)〉           |               |                 | 4:18      |
| 총 재생 시간: | 총 재생 시간:                                     | 총 재생 시간: | 총 재생 시간:   | 1:04:01   |

## 제작진
- Produced by : 신승훈
- Directed by : 신승훈
- Executive Producer : 배성우, 김성화, 신승훈
- All-Co-Arranged by : 신승훈
- Sound Supervisored by : 신승훈
- Recording Studio : Booming Studio, Velvet Studio, T Studio, Dorothy Music, Root Labs Studio, Sonic Korea
- Recording Engineer : 이충주, 정두석, 하정수, 오성근
- Assistant Engineer : 김영식, 강해구, 김갑수, 최재영, 선 영
- Mixing Engineer : 임창덕, 고승욱, 한종진, 윤원권
- Mastering Engineer : 최효영 (Sonic Korea)
- Presented by : DOROTHY MUSIC CO. LTD